# Portugal e o Holocausto
Portugal foi oficialmente neutro durante a II Guerra Mundial e o período do Holocausto na Europa ocupada pela Alemanha Nazista. O país era governado por um regime político autoritário liderado por António de Oliveira Salazar mas era considerado mais solidário com os Aliados do que com a vizinha Espanha Franquista.
A expansão alemã levou à passagem de números substanciais de refugiados, incluindo alguns judeus, por Portugal em 1939 e 1940. Com medo das consequências económicas e políticas, o regime de Salazar apertou as regras quanto à emissão de vistos pelos seus cônsules em novembro de 1939. A emissão dos vistos em contravenção das regulações era espalhada pelos consulados portugueses pela Europa, incluindo por Aristides de Sousa Mendes, o cônsul português em Bordéus, que emitiu milhares de vistos para refugiados por sua iniciativa em meados da Queda de França em maio e junho de 1940. Grandes números de refugiados, incluindo alguns 60,000 a 80,000 judeus, continuaram a passar por Portugal em rota para os Estados Unidos e América Latina durante a guerra embora os números descessem significativamente em 1941. Lisboa estava permitida a acomodar um número de organizações judaicas estrangeiras humanitárias.
O regime de Salazar tinha uma consciência geral da exterminação de judeus na Europa ocupada pela Alemanha de 1942 e tomou alguns medidas limitadas para repatriar judeus com cidadania portuguesa da França de Vichy e da Grécia ocupada pelo Eixo. Uma iniciativa para intercetar em nome dos judeus sefarditas nos Países Baixos ocupados pela iniciativa de Moisés Bensabat Amzalak foi contudo mal sucedida. Portugal continuou a fazer negócios com a Alemanha Nazi durante o conflito e pode ter recebido pagamento pelas suas exportações na forma de ouro roubado no Holocausto. Nos anos finais da guerra, o regime forneceu apoio tácito para um número de operações de salvamento de pequena escala incluindo a emissão de 1,000 passaportes protetores a judeus húngaros pelo diplomata Carlos de Liz Teixeira Branquinho no fim de 1944.

## Antecedentes

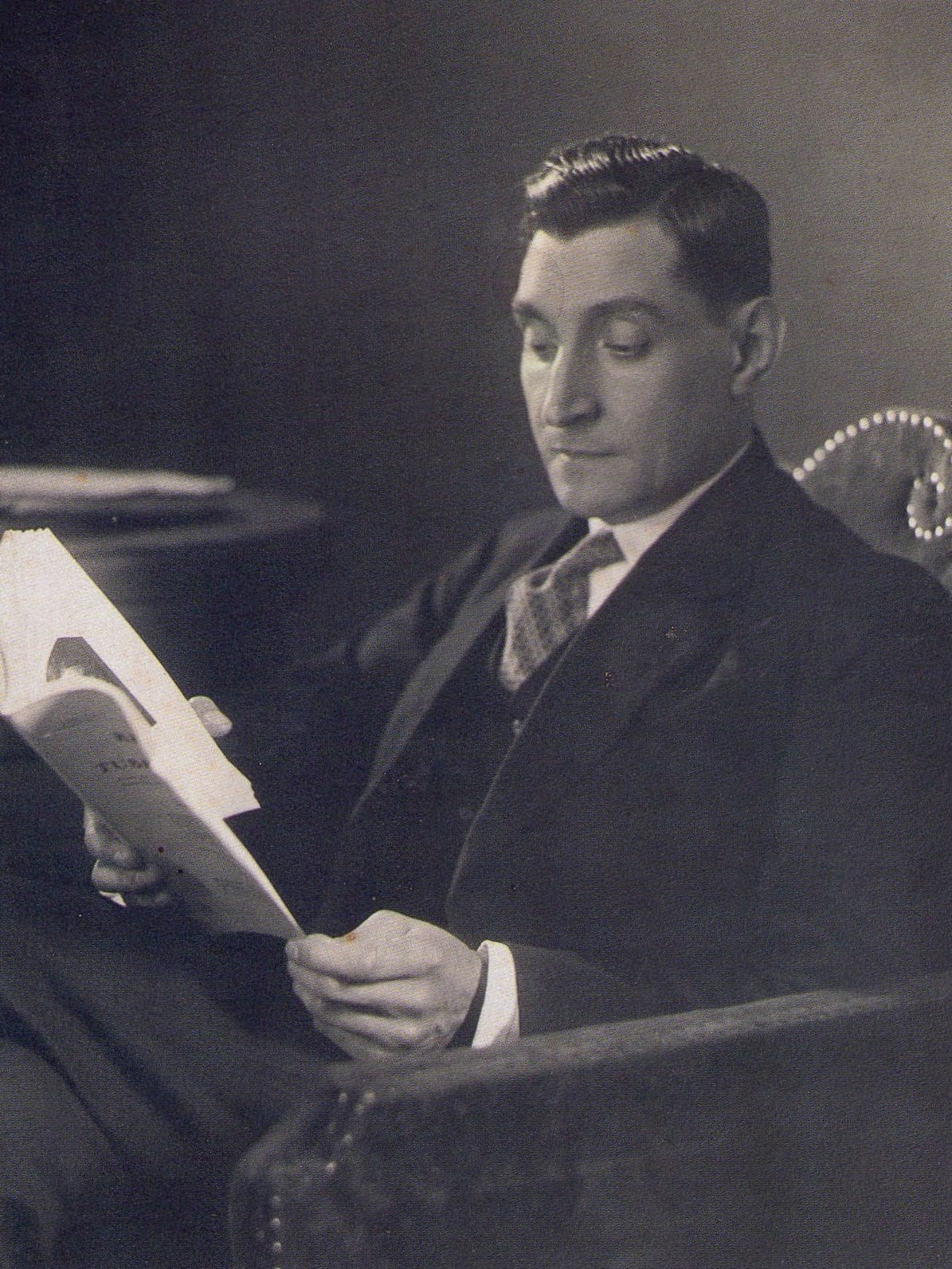
O ditador português António de Oliveira Salazar, 1940

A comunidade judaica em Portugal mantinha-se pequena e não excedia 1,000 pessoas antes do início da guerra. Portugal continuou um país pobre e grandemente agrária durante o período e, ao contrário de outros países da Europa do Oeste, não experienciou qualquer imigração substancial de judeus alemães e da Europa do Leste durante o Período entreguerras. Não foi convidado a participar na Conferência de Évian em 1938.
Portugal foi governado a partir de 1933 por um regime político autoritário conhecido como Estado Novo sob o antigo professor universitário António de Oliveira Salazar. Continuou neutro durante a II Guerra Mundial mas era considerado mais simpatético com os Aliados do que com a Espanha Franquista. Conservador e fortemente influenciado pelo Catolicismo, o Estado Novo era pouco usual entre as ditaduras contemporâneas por não incorporar explicitamente antissemitismo racial na sua ideologia. Salazar considerava o pensamento racial Nazi como inconsistente com o Catolicismo e o nacionalismo português que ele acreditava não estar explicitamente fundamentado em raça biológica. Devido à censura dos jornais pelo governo, o público português estava mal informado sobre a extensão e natureza as políticas Nazi antissemitas.
A escalada das perseguições antissemitas na Europa do Leste, junto com o crescimento rápido do Nazismo na Alemanha, levou à migração limitada inicial de judeus asquenaze para Portugal. Este refugiados rapidamente se assimilaram tanto na sociedade portuguesa como na comunidade judaica local. Nos anos 30, os cidadãos judeus portugueses estabeleceram a "Comissão Portuguesa de Assistência aos Judeus Refugiados" (COMASSIS) sob a liderança de Augusto Isaac de Esaguy tendo Adolfo Benarús como Presidente Honorário. A COMASSIS fornecia aos refugiados cuidados médicos e psicológicos, e era o seu porta-voz com o governo português quanto aos vistos de residência e trabalho. A COMASSIS garantia a renovação dos vistos de trabalho de médicos e advogados, e contratos de trabalho para professores em universidades portuguesas. Adicionalmente, a COMASSIS tinha uma cozinha comunitária. de Easaguy assumiu a presidência da COMASSIS em 1938 e reteve o papel durante 1945.

## Refugiados da Europa ocupada pela Alemanha

### Política de refugiados
A França e a Grã-Bretanha declararam guerra contra a Alemanha depois da Invasão da Polônia em setembro de 1939. Com a Europa em guerra, países de todos os tipos, neutros e não neutros, sentiram que deviam fechar as suas fronteiras para prevenir que infiltrados e agitadores se infiltrassem nos grupos de refugiados. Dada a falta de alternativas, o número de refugiados a tentar viajar por Portugal aumentou substancialmente. Entre setembro e dezembro de 1939, aproximadamente 9,000 refugiados entraram em Portugal. O regime português sentiu a necessidade de controlo mais apertado. Em 1939, a polícia já tinha desmantelado várias redes criminosas responsáveis por forjar passaportes e vários cônsules foram expulsos do serviço por falsificar passaportes.
Em setembro de 1939, Augusto Isaac de Esaguy ajudou mais de 600 judeus alemães, que ficaram presos em Espanha a caminho de Cuba e do México, a passarem por Portugal.
A 11 de novembro de 1939, o governo português enviou a Circular 14 aos seus cônsules na Europa, delineando categorias de refugiados que a PVDE (Polícia Internacional e de Defesa do Estado) considerava "inconveniente ou perigosos". Impôs restrições particulares em "estrangeiros de nacionalidade indefinida ou contestada, os apátridas, cidadãos russos, portadores do passaporte Nansen, ou judeus expulsos dos seus países" a quem vistos não deviam ser emitidos sem aprovação prévia do Ministério dos Negócios Estrangeiros.
Embora abertamente discriminatória, Neill Lochery argumenta que a Circular era motivada principalmente por considerações económicos e restrições semelhantes tinham sido adotadas em outros países neutros. Milgram expressou uma opinião semelhantes, afirmando que o regime de Portugal não distinguia entre judeus e não-judeus mas sim entre judeus estrangeiros ricos ou pobres. Ele considera que os judeus foram proibidos de ficar em Portugal primariamente porque o regime tinha medo da influência estrangeira em geral, e particularmente a chegada de comunistas que fugiram da Alemanha.

### Invasão alemã e ocupação da França

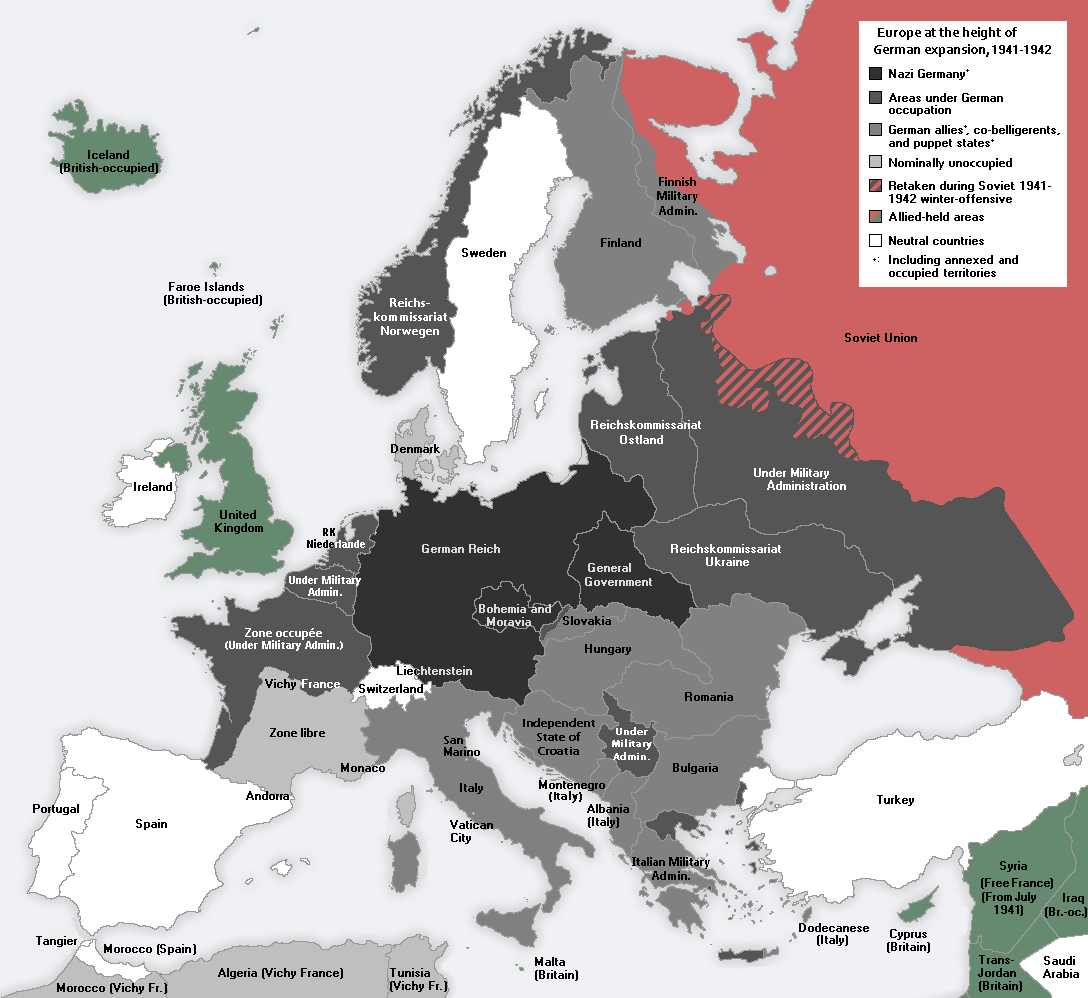
Portugal num mapa da Europa ocupada pela Alemanha Nazista, c.1942

A França foi invadida e ocupada em maio e junho de 1940. Agindo contra a Circular 14, Aristides de Sousa Mendes, cônsul português nos Bordéus, emitiu milhares de vistos a refugiados por sua iniciativa. A 26 de junho de 1940, quatros dias após o armistício francês, Salazar autorizou a Sociedade Hebraica de Ajuda ao Imigrante (HIAS-HICEM) em Paris a transferir a sua sede para Lisboa. Inicialmente esta ação por Salazar era feito contra a vontade da Embaixada britânica em Lisboa. Os britânicos tinham medo que isto faria o povo português menos simpatético com a causa aliada. O Comitê de Distribuição Conjunta Judaica Americana, o Congresso Judaico Mundial, e outros comités de ajuda judaico-portugueses também foram autorizados a se estabelecerem em Lisboa.
Em junho de 1940, após o pedido de Frederick May Eliot, presidente do Comité de Serviço Unitário, Waitstill Sharp e a sua esposa Martha voaram para a Europa e estabeleceram operações no Hotel Metropole em Lisboa. Deste escritório, os Sharp dedicaram os seus esforços a ajudar refugiados judeus que fugiam do regime Nazi. Eles ajudaram a obter vistos, passagem segura, ofereceram apoio financeiro, e deram ajuda legal a centenas de refugiados. Ambos foram honrados como Justos entre as nações pelo Yad Vashem.
O uso de Portugal como uma rota de fuga tornou-se ainda mais difícil quando em junho de 1940 os Estados Unidos apertaram ainda mais as suas condições para aceitar refugiados da Europa ocupada pela Alemanha. Isto criou um problema para todos que queriam usar Portugal como um país de trânsito porque se tornou virtualmente impossível conseguir um visto para os Estados Unidos, deixando vistos para a América Latina como a única forma legal de sair da Europa. Os refugiados judeus que conseguiram chegar a Portugal desfrutavam de um senso geral de liberdade e os refugiados apanhados sem os papéis corretos não eram deportados para a Europa ocupada pela Alemanha. Esses refugiados ficavam sob prisão domiciliar até ser possível deixarem Portugal.
Em 1940, Augusto Isaac de Esaguy junto com Moisés Bensabat Amzalak tiveram um papel decisivo em nome dos judeus luxemburgueses que os alemães deportaram de Luxemburgo a bordo do Zwangstransporte. Graças à intervenção de de Esaguy, dois desses grupos foram libertados da detenção e conseguiram chegar a Portugal no final de 1940.
A partir de janeiro de 1941, a COMASSIS agiu como ligação para milhares de refugiados que migraram dos territórios ocupados por Nazis em comboios selados que conectavam Berlim com Lisboa. Os comboios chegavam regularmente com mais de 50 pessoas cada, a COMASSIS fornecia acomodações a refugiados em hotéis e pensões; ajudava-os com os vistos e agia com empresas marítimas e autoridades portuguesas em seu nome. Dentro dos três primeiros meses de 1941, mais de 1,603 refugiados judeus passaram por Lisboa.
O número de refugiados que passaram por Portugal durante a guerra estima-se ser de entre algumas centenas de milhares a um milhão mas os judeus representavam uma pequena porção deste número. Ao longo da inteira guerra, pensa-se que 60,000 e 80,000 refugiados judeus passaram por Portugal.

## O Holocausto

### Consciência e resposta ao Holocausto
A partir de 1941, o Ministério dos Negócios Estrangeiros recebeu informação dos seus cônsules na Europa ocupada pela Alemanha sobre a intensificação da perseguição aos judeus. Também foi informada de revelações sobre o extermínio de judeus que tinham sido publicados em países Aliados desde 1942. O historiador Filipe Ribeiro de Meneses escreveu:

A análise de Salazar da situação europeia [...] era baseada numa marca antiquada de realpolitik que via estados e os seus líderes a agir por considerações razoáveis e quantificáveis. A corporação racial assassina que guiava o Terceiro Reich parecia ter contornado Salazar, apesar da informação que lhe devia ser acessível (muita pouca da qual sobrevive, no entanto, no seu arquivo). A imprensa portuguesa, enquanto isso, era proibida de relatar sobre a Solução Final à medida que os seus detalhes eram conhecidos, e Salazar nunca se pronunciou sobre o assunto. O destino da população judaica da Europa não era visto como um problema que afetava o interesse nacional.

Depois da invasão alemã da União Soviética, os oficiais alemães ficaram interessados em impedir a fuga de judeus dos seus territórios ocupados na Europa para os pudessem capturar e matar. Em julho de 1942, o RSHA perguntou aos diplomatas alemães em Lisboa se era possível "prevenir emigração para Portugal" pois tinham interesse na "captura de judeus...como parte da solução final para a questão judaica na Europa". Em setembro, o cônsul alemão em Lisboa aconselhou o Ministério das Relações Exteriores alemão de que era inútil pedir ao governo português para "extraditar os judeus originários da Alemanha ou territórios ocupados pela Alemanha" e de forma semelhante seria inútil tentar e conseguir o mesmo pelas ligações entre as forças de segurança alemãs e portuguesas. Um conselheiro na legação alemã em Lisboa também escreveu ao Ministério das Relações Exteriores que os portugueses viam o movimento dos judeus pelo seu território como uma questão humanitária e que as autoridades portuguesas iriam rejeitar pedidos de extradição de judeus alemães, pois entendiam que a lei alemã declarava a nacionalidade dos seus judeus como nula quando viajam para o estrangeiro. As autoridades portuguesas não sabiam destas discussões.

### Repatriação de judeus portugueses
Em fevereiro de 1943, as autoridades Nazi emitiram um ultimato de repatriação (Heimschaffungsaktioni) informando o Ministério dos Negócios Estrangeiros português que os judeus portugueses, como os de outros estados neutros, não iriam mais usufruir do estatuto protegido na Europa ocupada pela Alemanha e forneceu um período de tempo para a sua repatriação. Em geral, o regime português estava normalmente aberto a ajudar pequenos números de judeus considerados "portugueses"[carece de fontes?] mas só protegia uma pequena porção daqueles que pediam ajuda. Isto incluía 137 judeus sefarditas de descendência portuguesa de França de Vichy em 1943 e 1944. 19 judeus portugueses de Salonica na Grécia ocupada pelo Eixo foram repatriados para Portugal depois de já terem sido deportados para Bergen-Belsen depois de uma troca persistente de notas entre Lisboa e Berlim. No entanto, Irene Flunser Pimentel argumenta "Portugal ficou aquém do que poderia ter feito, tendo apenas salvo uma pequena parte daqueles que foram ameaçados serem mortos pelos Nazis, e sabendo o seu destino" e denotou que a repatriação de judeus portugueses da Europa ocupada pela Alemanha era dependente da "prova rigorosa da sua nacionalidade".
Moisés Bensabat Amzalak, um dignitário judeu português e lealista do regime, que tinha liderado a comunidade judaica em Lisboa desde 1926, intercedeu com Salazar em nome de cerca de 4,300 judeu sefarditas portugueses que viviam nos Países Baixos. Em março de 1943, Salazar ordenou que a Legação portuguesa em Berlim fosse questionar sobre se as autoridades alemãs iriam permitir que estes fossem tratados como nacionais portugueses que ainda podiam ser evacuados. Os alemães rejeitaram esta proposta. A exterminação de judeus nos Países Baixos já tinha começado e continuou até 1944. Apenas cerca de 400 indivíduos dentro da comunidade portuguesa sobreviveram à guerra.
Em 1943, Amzalak junto com Leite Pinto, sob a supervisão de Salazar, pôs em andamento uma missão de resgate para judeus europeus. Francisco de Paula Leite Pinto, Gerente Geral da Rodoviária da Beira Alta, que operava a linha da Figueira da Foz à fronteira espanhola, organizou vários comboios que traziam refugiados de Berlim e outras cidades europeias para Portugal. Salazar tinha sido convencido a instruir os cônsules em territórios sob ocupação Nazi a validar todos os passaportes de judeus sendo que se sabia que os documentos não eram legítimos.
Depois da invasão alemã da Hungria, previamente um aliado alemão, Salazar retirou o embaixador português e deixou Carlos de Liz Teixeira Branquinho como encarregado de negócios. Branquinho emitiu passaportes protetivos a cerca de 1,000 judeus húngaros com a aprovação do regime Salazar de maneira semelhante das legações espanholas e suecas. Branquinho foi finalmente chamado de volta a Lisboa a 30 de outubro de 1944.

### Comércio germano-português
Portugal exportou minério de Tungstênio à Alemanha Nazi durante a guerra. O metal, usado para fortalecer aço usado nos armamentos, foi inicialmente comprado em escudos mas Salazar mais tarde insistiu que o pagamento fosse feito em ouro por preocupação pelo Banco de Portugal que o regime alemão estava a usar dinheiro falso. O Escritório de Serviços Estratégicos estadunidense estimou que Portugal recebeu um total de 400 toneladas de ouro da Alemanha, uma das maiores quantias de qualquer parceiro comercial. O embaixador britânico em Portugal, Ronald Campbell, disse a Salazar que muito do ouro era de "origem disputada", mas Salazar ignorou isto. Em 1998, os Estados Unidos alegaram que muito do ouro tinha sido roubado de vítimas do Holocausto pelas autoridades alemãs. Em resposta, uma comissão de inquérito foi estabelecida em 1999, liderada por Mário Soares. O inquérito concluiu que Portugal não sabia da origem do ouro na altura que o recebeu e por isso "não haviam razões legais, políticas ou morais" para Portugal reembolsar os sobreviventes do Holocausto.

## Ações pós-guerra
Em dezembro de 2019, Portugal juntou-se à Aliança Internacional de Memória do Holocausto. O primeiro museu dedicado ao Holocausto em Portugal abriu no Porto em fevereiro de 2021.